# Atentado em Estocolmo em 2017

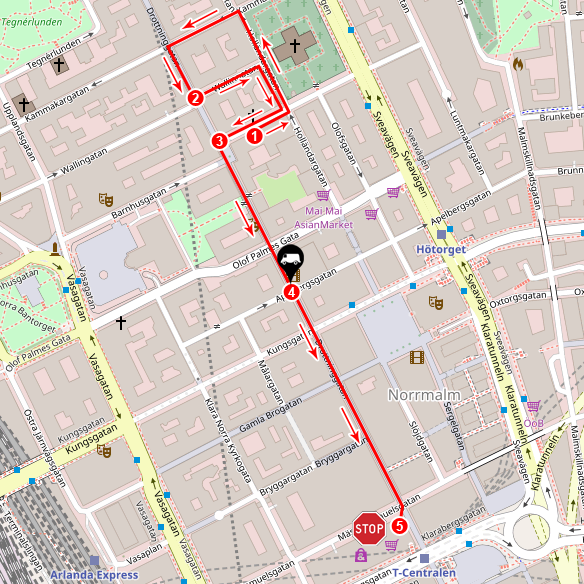
Percurso do veículo do atentado.

O Atentado em Estocolmo em 2017 ocorreu na rua Drottninggatan em Estocolmo na sexta-feira dia 7 de abril de 2017. Provocou cinco mortos e quinze feridos, atropelados intencionalmente por um veículo pesado numa área cheia de pessoas. O referido veículo foi sequestrado alguns minutos, quando estava a ser descarregado, e em seguida conduzido em alta velocidade contra os transeuntes na rua pedonal de Drottninggatan. Algumas horas mais tarde, a polícia sueca deteve na pequena cidade de Märsta, a 40 km de Estocolmo, um indivíduo de nome Rakhmat Akilov, de 39 anos, natural do Uzbequistão.

## Factos – 8 de abril de 2017
Isto é o que se sabia nesta altura:
- Um sequestrador em posse de um caminhão acelerou contra uma multidão de transeuntes e atropelou vários peões na Drottninggatan — uma rua pedonal no centro de Estocolmo — e esbarrou com o centro comercial Åhléns city.
- Há quatro mortos e quinze feridos, dos quais nove em estado grave.
- O primeiro-ministro Stefan Löfven declarou que "A Suécia foi atacada. Tudo indica que se trata de um ato terrorista."
- A Polícia divulgou uma imagem de um indivíduo suspeito, usando um casaco verde e um capuz.
- A Polícia deteve em Märsta, uma pequena cidade a 40 km a norte de Estocolmo, um homem de 39 anos, suspeito de ter conduzido o caminhão.
- Segundo a Polícia de Segurança Secreta (Säpo), o caminhão de transporte de cerveja foi sequestrado alguns minutos antes, quando estava a ser descarregado na proximidade do local do atentado, tendo o motorista visto uma pessoa encapuçada tomar conta do veículo e arrancar de imediato.